# Північноамериканський автомобіль і вантажівка року

Північноамериканський автомобіль і вантажівка року

Північноамериканський автомобіль і вантажівка року (англ. North American Car of the Year) — щорічна автомобільна премія, обирана голосуванням на Північноамериканському міжнародному автосалоні, що проходить в січні в Детройті. У журі входить не більше 50 журналістів..

## Конкурс 2010 року
11 січня 2010 року - журі з 49 автомобільних журналістів вибрали Ford Fusion Hybrid як північноамериканський автомобіль 2010 року "і" Ford Transit Connect як північноамериканську вантажівку 2010 року.
Лише в третій раз за 17 років один автовиробник виграв обидві нагороди. Honda виграла обидві нагороди в 2006 році і General Motors виграла в 2007 році.
Нагороди є унікальними, оскільки - не представниками одного засобу масової інформації, а багатьма автомобільними журналістів зі США та Канади, які представляють різноманітні журнали, телебачення, радіо, газети та вебсайтів, що забезпечує об'єктивність конкурсу.
Нагороди спрямовані на визнання видатних автомобілі року на основі таких факторів як інновації, дизайн, безпека та ін.
У відбірковий тур пройшли три автомобілі фіналісти. Переміг - Ford Fusion Hybrid, який отримав 241 бал, друге місце дісталось Volkswagen Golf / GTI / TDI отримав 146 і на третьому місці Buick LaCrosse отримав 103.
У відбірковий тур пройшли три вантажівки фіналісти. Переміг Ford Transit Connect з 213 балами, Chevrolet Equinox з 183 балами зайняв третє місце, Subaru Outback з 94 балами опинився на третьому місці.
У минулому році північноамериканським автомобілем року був Hyundai Genesis, а північноамериканською вантажівкою року був Ford F-150.
Це 17-й рік існування конкурсу, який фінансуються виключно присяжними засідателями. За цей час:
• Внутрішні автовиробники виграли конкурс північноамериканський автомобіль року дев'ять разів. Японські автовиробники виграли конкурс тричі. Європейські автовиробники отримали чотири перемоги. Корейські автовиробники виграли один раз.
• Внутрішні автовиробники виграли конкурс північноамериканська вантажівка року 11 разів. Японські автовиробники отримали перемогу чотири рази. Європейські автовиробники виграли двічі.
Номінанти на титул північноамериканський автомобіль 2010 року:
- BMW 335d
- Buick LaCrosse
- Cadillac CTS Sport Wagon
- Chevrolet Camaro
- Ford Fusion
- Ford Fusion Hybrid
- Ford Taurus / Taurus SHO
- Honda Insight
- Kia Soul
- Mazda3 / MazdaSpeed3
- Mercedes-Benz E-Клас
- Porsche Panamera
- Subaru Legacy
- Suzuki Kizashi
- Toyota Prius
- Volkswagen Golf / GTI / TDI

Номінанти на титул північноамериканська вантажівка 2010 року:
- Acura ZDX
- Audi Q5
- Cadillac SRX
- Chevrolet Equinox
- Ford Transit Connect
- Honda Accord Crosstour
- Land Rover LR4
- Lincoln MKT
- Subaru Outback
- Volvo XC60 [2]

## Результати конкурсів північноамериканський автомобіль і вантажівка року

### Північноамериканський автомобіль року
| Автомобіль року | Автомобіль року        | Автомобіль року             | Автомобіль року       | Автомобіль року      |
| Рік             | 1                      | 2                           | 3                     | 4                    |
| --------------- | ---------------------- | --------------------------- | --------------------- | -------------------- |
| 1994            | Mercedes-Benz C-Клас   | Chevrolet Camaro            | Toyota Supra          |                      |
| 1995            | Chrysler Cirrus        | Ford Contour                | Oldsmobile Aurora     |                      |
| 1996            | мінівени Chrysler      | Ford Taurus                 | Mercury Sable         | Mercedes-Benz E-Клас |
| 1997            | Mercedes-Benz SLK-Клас | Jaguar XK8                  | BMW 5 Серії           |                      |
| 1998            | Chevrolet Corvette     | Audi A6                     | Lexus GS              |                      |
| 1999            | Chrysler 300M          | Honda Odyssey               | Volkswagen New Beetle |                      |
| 2000            | Ford Focus             | Audi TT                     | Lincoln LS            |                      |
| 2001            | Chrysler PT Cruiser    | Honda Insight               | Toyota Prius          |                      |
| 2002            | Nissan Altima          | Ford Thunderbird            | Cadillac CTS          |                      |
| 2003            | Mini Cooper            | Infiniti G35                | Nissan 350Z           |                      |
| 2004            | Toyota Prius           | Mazda RX-8                  | Cadillac XLR          |                      |
| 2005            | Chrysler 300           | Chevrolet Corvette          | Ford Mustang          |                      |
| 2006            | Honda Civic            | Ford Fusion                 | Pontiac Solstice      |                      |
| 2007            | Saturn Aura            | Toyota Camry                | Honda Fit             |                      |
| 2008            | Chevrolet Malibu       | Cadillac CTS                | Honda Accord          |                      |
| 2009            | Hyundai Genesis        | Ford Flex                   | Volkswagen Jetta TDI  |                      |
| 2010            | Ford Fusion Hybrid     | Volkswagen Golf / GTI / TDI | Buick LaCrosse        |                      |
| 2011            | Chevrolet Volt         | Hyundai Sonata              | Nissan Leaf           |                      |
| 2012            | Hyundai Elantra        | Ford Focus                  | Volkswagen Passat     |                      |
| 2013            | Cadillac ATS           |                             |                       |                      |
| 2014            | Chevrolet Corvette     |                             |                       |                      |
| 2015            | Volkswagen Golf        |                             |                       |                      |
| 2016            | Honda Civic            |                             |                       |                      |
| 2017            | Chevrolet Bolt         |                             |                       |                      |
| 2018            | Honda Accord           |                             |                       |                      |

### Північноамериканська вантажівка року
| Вантажівка (Позашляховик) року | Вантажівка (Позашляховик) року | Вантажівка (Позашляховик) року | Вантажівка (Позашляховик) року | Вантажівка (Позашляховик) року |
| Рік                            | 1                              | 2                              | 3                              | 4                              |
| ------------------------------ | ------------------------------ | ------------------------------ | ------------------------------ | ------------------------------ |
| 1994                           | Dodge Ram                      | Chevrolet S-10                 | GMC Sonoma                     | Land Rover Defender            |
| 1995                           | Chevrolet Blazer               | Ford Explorer                  | Ford Windstar                  |                                |
| 1996                           | Ford F-150                     | GMC Yukon                      | Chevrolet Tahoe                | Range Rover                    |
| 1997                           | Ford Expedition                | Dodge Dakota                   | Toyota RAV4                    |                                |
| 1998                           | Mercedes-Benz ML-Клас          | Dodge Durango                  | Subaru Forester                |                                |
| 1999                           | Jeep Grand Cherokee            | Chevrolet Silverado            | GMC Sierra                     |                                |
| 2000                           | Nissan Xterra                  | Dodge Dakota                   | Toyota Tundra                  |                                |
| 2001                           | Acura MDX                      | Ford Escape                    | Toyota Sequoia                 |                                |
| 2002                           | Chevrolet TrailBlazer          | Chevrolet Avalanche            | Jeep Liberty                   |                                |
| 2003                           | Volvo XC90                     | Hummer H2                      | Honda Element                  | Nissan Murano                  |
| 2004                           | Ford F-150                     | Nissan Titan                   | Cadillac SRX                   |                                |
| 2005                           | Ford Escape                    | Ford Freestyle                 | Land Rover LR3                 |                                |
| 2006                           | Honda Ridgeline                | Ford Explorer                  | Nissan Xterra                  |                                |
| 2007                           | Chevrolet Silverado            | Ford Edge                      | Mazda CX-7                     |                                |
| 2008                           | Mazda CX-9                     | Chevy Tahoe Hybrid             | Buick Enclave                  |                                |
| 2009                           | Ford F-150                     | Dodge Ram                      | Mercedes-Benz ML320 BlueTEC    |                                |
| 2010                           | Ford Transit Connect           | Chevrolet Equinox              | Subaru Outback                 |                                |
| 2011                           | Ford Explorer                  | Dodge Durango                  | Jeep Grand Cherokee            |                                |
| 2012                           | Range Rover Evoque             | BMW X3                         | Honda CR-V                     |                                |
| 2013                           | Dodge Ram                      |                                |                                |                                |
| 2014                           | Chevrolet Silverado            |                                |                                |                                |
| 2015                           | Ford F-150                     |                                |                                |                                |
| 2016                           | Volvo XC90                     |                                |                                |                                |
| 2017                           | Honda Ridgeline                |                                |                                |                                |
| 2018                           | Lincoln Navigator              |                                |                                |                                |

## Зноски
1. ↑  About NACTOY. North American Car of the Year (Офіційний сайт). Архів оригіналу за 6 липня 2013. Процитовано 21 лютого 2010. (англ.)
2. ↑  Північноамериканський автомобіль і вантажівка 2010 року